# Columna Terra i Llibertat
La Columna Terra i Llibertat va ser una columna miliciana organitzada per la CNT-FAI de les comarques de l'Alt Llobregat i Cardoner (actuals Berguedà i Bages) així com de Barcelona. La columna seria enviada als fronts del Centre a mitjan setembre de 1936 com a reforç davant l'ofensiva franquista que estava entrant a Talavera de la Reina i que assetjava definitivament Toledo, amenaçant amb això Madrid. Va tenir al voltant de 1.500 milicians en els seus inicis, participant en els fronts de la Serra de Gredos, entre les províncies d'Àvila, Toledo i Madrid; la Serra d'Albarrasí al front de Terol, combatent integrada en la Columna del Rosal i més tard, ja militaritzada al front d'Aragó, el front de l'Ebre i la Serra de Montsant, a Tarragona. Després de la militarització ocorreguda en la primavera de 1937 la columna es convertiria en la 153a Brigada Mixta.

## Historial
Després de la partida cap al front d'Aragó de diverses columnes republicanes enviades des de Barcelona, a les comarques catalanes també va haver-hi un auge d'organització de milícies. Generalment van ser annexes a les columnes sortides des de Barcelona. No obstant això, la potència del moviment llibertari de la Catalunya central, especialment de les comarques de l'Alt Llobregat i Cardoner (actuals Berguedà i Bages), va ser tal que va poder organitzar una columna miliciana pròpia. Estava al principi composta entre 8 i 10 centúries: una de Súria, una altra de Cardona, dues de Manresa i una altra de grups de Navarcles, Sant Fruitós de Bages, Sant Vicenç de Castellet, Esparreguera i Olesa de Montserrat. Així mateix hi havia diverses centúries del Berguedà, especialment de les mines de Fígols, que en 1932 havien dut a terme un aixecament popular.
La columna en un primer moment estava batejada com a "Roja i Negra" però en arribar a Barcelona es van trobar amb que ja hi havia una altra columna amb el mateix nom. De manera que li'l van canviar per "Terra i Llibertat", que era un lema clàssic de l'anarquisme espanyol. A Barcelona se li van agregar diverses centúries més que estaven rebent ensinistrament militar en les casernes controlades per la CNT-FAI. El dia 7 de setembre parteixen cap a Madrid amb tren, en un acte de multituds. Són enviats com a ajuda catalana als fronts del centre, llavors assetjats per l'Exèrcit Nacional. Fruit d'aquesta ajuda catalana a la defensa de Madrid també seria enviada la columna Llibertat del PSUC i la UGT a l'octubre i la Columna Durruti al novembre. A Madrid la columna arribaria a tenir uns 1.500 milicians, ja que se li adjuntarien també diverses centúries amb milicians locals. Tenia una bateria d'artilleria amb canons de 105 mm., anomenada Sacco i Vanzetti, en honor de dos anarquistes italoamericans executats en 1927.
Els primers batallons a entrar en combat ho van fer el 7 d'octubre a Santa Olalla, província de Toledo, sota les ordres del militar de carrera José Asensio Torrado. La columna servia com a suport logístic a les defenses del front del Centre i, per tant, no sempre va combatre unida. A l'octubre una part important de la columna va marxar amb la Columna del Rosal al front de la Serra de Gredos, passant per Bargas de Toledo, Cabañas de la Sagra, Sotillo de la Adrada, San Martín de Valdeiglesias, El Tremolo, Robledo de Chavela... Va participar en la defensa de l'aeròdrom de Cuatro Vientos, de Getafe, a la carretera Madrid-Toledo i a Olite del Teniente Castillo. A la fi d'octubre la Columna del Rosal és enviada a Cuenca-Teruel, amb la intenció de caure per darrere de Terol, atacada per les columnes valencianes. Estarà als pobles de Huete, Zahorejas, Peñalén, Beteta, Cueva de Hierro, Peralejos de las Truchas, Carrascosa de la Sierra, Valdecuenca, Gea de Albarracin... Al novembre una part de la columna participaria en la defensa de la Casa de Campo de Madrid, integrada en les unitats defensives madrilenyes. L'organització cenetista de Madrid nomenaria com a delegats de columna a José Ramos per CNT i Germinal de Souza per la FAI. Durant aquells mesos passarien uns 2.000 combatents per la columna.
Un membre conegut de la columna va ser Ramon Vila Capdevila, àlies Caracremada, conegut guerriller antifranquista de la postguerra.

## Militarització
La militarització va tenir lloc al juny de 1937. La Columna Terra i Llibertat es convertiria en la Brigada Mixta 153. El seu comandant seria Antonio Sabas Amorós i el seu comissari Francisco Señer Martín, tots dos de CNT. Els batallons 609, 610, 611 i 612 estarien comandats respectivament per Antonio Ferrándiz García, Feliciano Llach Bou (àlies “Leal”), Francisco Fausto Nitti i Víctor Gómez Goiri. Els batallons tenien sobrenoms com Ulises, los Ciervos o el de la Muerte. El seu diari es va dir "Nueva Era" de tipus anarquista. La brigada va ser adjuntada a la 24 Divisió. Sobre el procés de militarització Pedro Flores recorda en les seves memòries:
| «        | El voluntariat ja és gairebé inexistent, al contrari, quantitat de voluntaris dels primers dies han causat baixa, significant que si volem, com devem, continuar la guerra cal mobilitzar (mobilitzar és imposar), obligar i això només ho pot fer l'exèrcit. D'altra banda, no convertint-nos en exèrcit, i minvant el voluntariat, la nostra força en armes acabaria en breu per a quedar en quadre degut a les baixes quan es produïssin operacions d'envergadura”. És a dir, que a l'una que les nostres forces armades disminuïen, les dels altres sectors polítics augmentaven mitjançant les quintes mobilitzades. […] amb tota la força dels meus sentits era enemic de la militarització. Però, d'altra banda estàvem immersos en una cruel realitat, amb la qual difícilment podia equilibrar els sentiments i el deure, sent aquesta vegada víctima del segon. | » |
| — Flores | |   |

Durant el procés de militarització van estar acantonats a Binèfar i Montsó, província d'Osca. Allí els van sorprendre els fets de Maig de 1937. També van participar en aquests fets posant-se del bàndol revolucionari, partidari d'anar a Barcelona a prendre el control. Per a això el batalló Ulises (el 610) es va unir a la Brigada 127 dirigida pel cenetista Máximo Franco, i van arribar a anar a Lleida, on es van quedar per a evitar una ruptura del bàndol republicà i una eventual "guerra civil dins de la guerra civil".

## Historial militar de la 153 BM
Amb la 24 Divisió, dirigida Miguel García Vivancos va combatre en la batalla de Belchite on les unitats confederals van sofrir greus pèrdues posat que encapçalarien un dels assalts al poble de Belchite, on van aconseguir entrar el 28 de setembre. De poc va servir, ja que el poble va quedar totalment en ruïnes. Per aquella època Sebas va ser substituït al capdavant de la brigada per Antonio Teresa Miguel, net de l'anarquista Domingo Germinal. Teresa era basc i havia estat comandant del batalló confederal basc Isaac Puente fins a la caiguda de Biscaia i Santander sota les tropes de Franco.
Durant l'enfonsament del Front d'Aragó en la primavera de 1938, la Brigada Mixta 153 es trobava just enmig de l'assalt franquista i va resultar destrossada, retrocedint fins al riu Segre. Les restes es van poder reagrupar a Valdomà i el 19 d'abril la brigada va ser adjuntada a la 30 Divisió, sota comandament comunista, que van obrar tèrboles maniobres polítiques dins de la brigada per a assassinar i detenir els comandants llibertaris o socialistes dels llocs de comandament en els batallons i les companyies. El seu nou comandant serà el comunista Antonio Núñez Balsera. Sota el comandament de Núñez Balsera va participar la brigada en la Batalla de l'Ebre i va resultar novament delmada. En tres dies la brigada va quedar trencada.
Un interessant relat sobre l'agitada vida de la 153 BM és descrit per Àngels Casanovas relatant la vida de Miquel Carreras Costajussà. Casanovas descriu les operacions militars de la brigada des de la Batalla de l'Ebre fins al replegament de la tardor de 1938. També narra diversos casos tèrbols que van tenir lloc a la brigada com la pròpia mort del protagonista. En definitiva, l'historiador Josep Peirats ajuda a relatar els destino de la columna Terra i Llibertat, sempre a costa de les decisions que venien del comandament militar:
| «         | En produir-se el desastre d'Aragó en la primavera de 1938 [en referència a la Brigada 153] va córrer la mateixa sort que la 24 Divisió, que havia estat privada dels seus comandaments. Seguidament va ser agregada a altres Divisions que tenien comandament comunista, fins a caure en l'òrbita de la 30 Divisió. La prefectura de la Brigada i la majoria dels comandaments van ser aconseguits per la cobdícia comunista mitjançant una sèrie de maniobres l'estil de les quals és inconfusible. Caps i oficials sospitosos d'anarquistes eren destituïts, passaven a la condició de disponibles o eren traslladats a altres unitats en fronts apartats. Baix diversos pretextos havien estat desposseïts dels seus comandaments els comandants Teresa i Leal [Feliciano Llach]. Aquest últim havia estat l'heroi de la delicada operació a través del riu Segre, efectuada a l'agost de 1938, en suport de l'ofensiva republicana del sector de l'Ebre. | » |
| — Peirats | |   |

Finalment, durant l'ofensiva franquista de Catalunya, la brigada va defensar primer Juncosa, després la Serra de Montsant, passant després a Igualada i finalment a Santa Coloma de Queralt. Les últimes notícies de la brigada es van tenir durant la defensa de Vic el 26 de gener de 1939  Arxivat 2019-02-20 a Wayback Machine.. Després la majoria dels seus combatents acabarà en els camps de concentració francesos. Caldria postil·lar que mentre la majoria d'unitats republicanes es van dissoldre en el caos d'última hora, el batalló compost per l'antiga Columna Terra i Llibertat, "que no tenia disciplina", va arribar a França unit amb uns 400 combatents.

## Homenatge
L'any 2001 es fundaria a Berga una associació cultural anomenada Columna Terra i Llibertat que es va fer càrrec del Centre d'Estudis Llibertaris Josep Ester Borràs (que va ser membre de la columna). Annex al local del Centre d'estudis va obrir les portes un local que va rebre el nom d' Ateneu Columna Terra i Llibertat, emplaçat al carrer Balç, 4 de Berga  Arxivat 2019-02-13 a Wayback Machine.. L'ateneu forma part de la Federació Anarquista de Catalunya. Ha realitzat nombroses activitats culturals, polítiques i socials encaminades a donar a conèixer tant les idees llibertàries com la memòria històrica local.